# Jezus na Marsie
Jezus na Marsie (tyt. oryg. Jesus on Mars) – powieść amerykańskiego pisarza Philipa José Farmera z gatunku science fiction, poruszająca także tematy religijne.

## Fabuła
Akcja powieści rozgrywa się na początku XXI wieku. Po odkryciu na Marsie śladów statku kosmicznego, Ziemia wysyła tam ekipę, której zadaniem jest zbadanie znaleziska. Kosmonauci odkrywają żyjącą pod powierzchnią planety cywilizację złożoną z ludzi oraz kosmitów z gatunku Krsz. Wszyscy oni wyznają zbliżoną do judaizmu religię, a także oddają hołd żyjącej z nimi istocie, która nazywa siebie Jezusem.

## Bohaterowie
Czwórka głównych bohaterów, będących kosmonautami, reprezentuje odmienne filozofie życia i podejście do religii. Centralną postacią jest Kanadyjczyk afrykańskiego pochodzenia Richard Orme, kapitan ekspedycji, dość obojętny religijnie baptysta. Avram Bronski, Francuz jest z kolei żydem, niezbyt przywiązanym do tradycji. Amerykanka Madeline Danton jest ateistką, natomiast Irańczyk Nadir Shirazi jest niezbyt ortodoksyjnym muzułmaninem. Podczas kontaktu z Jezusem i społeczeństwem marsjańskim każde z nich przechodzi zmianę nastawienia. Bronski powraca do judaizmu, Orme przeżywa rozdźwięk, Danton przechodzi kryzys psychiczny, zaś Shirazi stara się pogodzić to, w co wierzył z tym, co widzi.

## Wątki religijne
Jest to druga z powieści Farmera, obok Czarodziejskiego labiryntu, w której pojawia się postać Jezusa. Autor odwołuje się także do apostoła Macieja i stworzonej przez niego ewangelii.